# Dürrenbach (Isny)
Dürrenbach ist ein Wohnplatz in der Stadtteilgemarkung Großholzleute von Isny im Allgäu im baden-württembergischen Landkreis Ravensburg.

## Geographie
Der Ort liegt circa vier Kilometer östlich des Stadtgebiets von Isny im Allgäu. Die Ortschaft liegt am Fuße der Adelegg. Westlich von Dürrenbach fließt die Untere Argen.

## Geschichte
Dürrenbach wurde erstmals urkundlich im Jahr 1170 als Durrenbach erwähnt. Seit dieser Zeit befanden sich Fallehengüter des Klosters Isny im Ort. Um das Jahr 1800 wurde die Holzkapelle in Dürrenbach errichtet.